# Institut für Kultur- und Geistesgeschichte Asiens
Das Institut für Kultur- und Geistesgeschichte Asiens (IKGA) ist eine Forschungseinrichtung der Österreichischen Akademie der Wissenschaften, die unter verschiedenen Bezeichnungen seit 1956 besteht. Die Umwandlung in ein Institut (also eine größere selbständige Einheit der Akademie) erfolgte 1991.
Die Schwerpunkte der Forschung liegen auf indischer Philosophie, buddhistischer Erkenntnistheorie (insbesondere in Indien und Tibet), sowie auf japanischer Religions- und Mentalitätsgeschichte. Auch sinologische Projekte werden in unregelmäßigen Abständen durchgeführt. Es besteht eine intensive Zusammenarbeit mit universitären Einrichtungen in China und Japan, dank der in den letzten Jahren zahlreiche bislang unbekannte buddhistische Texte für die Forschung erschlossen werden konnten.
Das IKGA ist ein reines Forschungsinstitut und daher nicht unmittelbar in die akademische Lehre eingebunden. Die meisten seiner Mitarbeiter sind jedoch auch als Professoren oder Lektoren an der Universität Wien tätig. Sie sind teils projektgebunden, teils permanent angestellt. 

## Bisherige Direktoren
- Gerhard Oberhammer, Indologe (1983–1997)
- Ernst Steinkellner, Buddhismuskundler (1998–2006)
- Helmut Krasser, Buddhismuskundler (2007–2014)
- Vincent Eltschinger, Buddhismuskundler (interimistischer Direktor, 2014–2015)
- Birgit Kellner, Buddhismuskundlerin (ab Dez. 2015)